# Sophie Monk
Sophie Charlene Akland Monk (* 14. prosince 1979) je australská zpěvačka, herečka, modelka, televizní a rozhlasová osobnost. Narodila se v Anglii, ale její rodiče se přestěhovali do Austrálie v Gold Coast, Queensland. Stala se členkou ženské popové skupiny Bardot, poté se věnovala sólové kariéře počínajíc vydáním alba Calendar Girl. Již dříve se věnovala herectví, objevila se ve filmech jako Děsnej doják (2006), Klik – život na dálkové ovládání (2006) a Sex 100+1 (2007).

## Kariéra
Její profesionální hudební kariéra začala v roce 1999, kdy reagovala na inzerát, který hledal dívku s vokální a taneční zkušeností. Tento inzerát byl uveřejněn pro australský televizní seriál Popstars, jehož cílem bylo vytvořit novou úspěšnou dívčí skupinu. Po mnoha kolech zpěvu a tance, byla vybrána jako členka skupiny, která byla pojmenována Bardot. Poté začala pracovat na své sólové kariéře a vydala svůj první singl „Inside Outside“, a později své debutové hudební album Calendar Girl.
Od té doby se objevovala i v Hollywoodu, ačkoli většina z jejích rolí byly úlohy malé či epizodní. V únoru 2006 zazářila ve svém celovečerním debutu jako koketní a svůdná Andy v parodické komedii Děsnej doják. V červnu roku 2006 byl uveden do kin film Klik – život na dálkové ovládání, což je sci-fi příběh o univerzálním dálkovém ovládání. Hraje v něm malou roli Stacey, koketní, sekretářky.

## Diskografie

### Alba
- Bardot (2000) (s Bardot)
- Play It Like That (2001) (s Bardot)
- Calendar Girl (2003)

### Singly
- Inside Outside (2002)
- Get the Music On (2003)
- One Breath Away (2003)

## Filmografie

### Filmy
| Rok  | Český název                      | Původní název                   | Role           |
| ---- | -------------------------------- | ------------------------------- | -------------- |
| 2004 | Životní příběh Natalie Woodové   | The Mystery of Natalie Wood     | Marilyn Monroe |
| 2005 |                                  | Pool Guys                       | Janet          |
| 2005 |                                  | London                          | Lauren         |
| 2006 | Děsnej doják                     | Date Movie                      | Andy           |
| 2006 | Klik – život na dálkové ovládání | Click                           | Stacey         |
| 2007 | Sex 100+1                        | Sex and Death 101               | Cynthia Rose   |
| 2009 | Jarní prázdniny                  | Spring Breakdown                | Mason Masters  |
| 2009 | Hory zalité krví                 | The Hills Run Red               | Alexa          |
| 2009 |                                  | Life Blood                      | Brooke Anchel  |
| 2010 |                                  | Hard Breakers                   | Lindsay Greene |
| 2011 |                                  | The Legend of Awesomest Maximus | Princess Ellen |
| 2013 |                                  | Dorfman                         | Vronka         |
| 2013 |                                  | Spring Break '83                | Brittney       |

### Televizní seriály a programy
| Rok  | Název                              | Role                         | Poznámky                                 |
| ---- | ---------------------------------- | ---------------------------- | ---------------------------------------- |
| 2000 | Popstars                           | sama jako soutěžící          | první sezóna                             |
| 2007 | Entourage                          | Juliette                     | čtvrtá sezóna, epizoda „The Day Fuckers“ |
| 2010 | Getaway                            | sama jako reporterka         |                                          |
| 2011 | Talkin' 'Bout Your Generation      | sama jako soutěžící          |                                          |
| 2012 | The Choice                         | sama jako soutěžící          |                                          |
| 2015 | The Celebrity Apprentice Australia | sama jako soutěžící          | čtvrtá sezóna                            |
| 2016 | Australia's Got Talent             | sama jako soudce             | osmá sezóna                              |
| 2017 | The Bachelorette Australia         | sama jako „The Bachelorette“ | třetí sezóna                             |